# Voltigieren

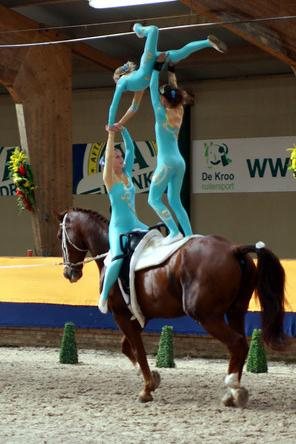
Gruppenvoltigieren (Kür)

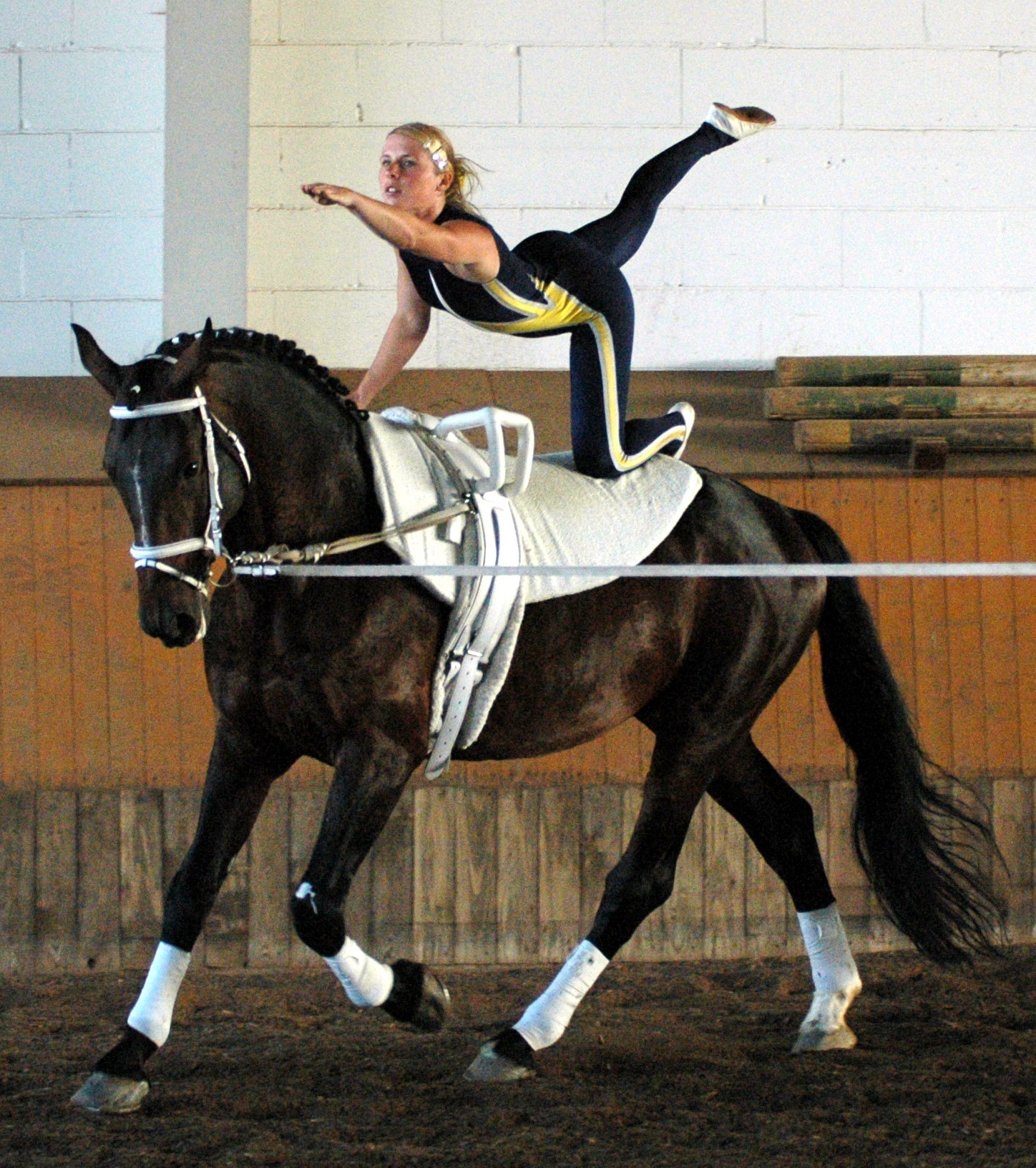
Fahne (ab LK L)

Beim Voltigieren (italienisch volta, französisch volte ‚Bogenschlag‘, ‚Bogensprung‘) werden turnerische und akrobatische Übungen auf einem sich an einer Longe im Kreis bewegenden Pferd ausgeführt.
Neben dem turnerischen Können sind, wie in allen Pferdesportarten, auch Wissen und Können im Umgang mit dem Pferd von besonderer Wichtigkeit. Oft ist das Voltigieren ein Einstieg in den Pferdesport. Auch im Schulsport sowie dem heilpädagogischen Bereich ist es vertreten. Daneben gibt es das als Leistungssport betriebene Voltigieren, es erfordert tägliches Training, insbesondere Kraft und Gleichgewichts Einheiten.         

## Ablauf und Ausrüstung

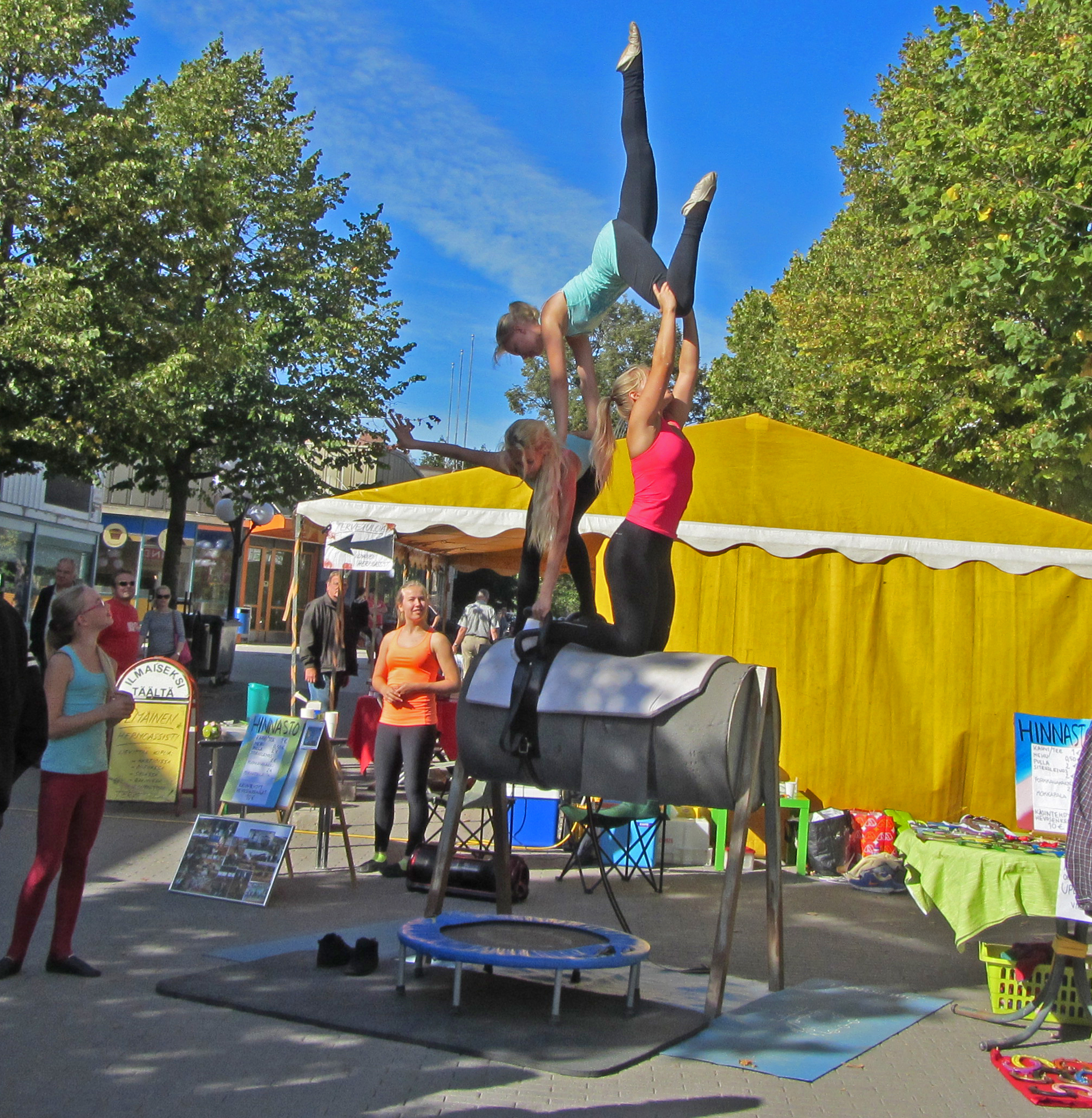
Holzpferdkür

Das Pferd wird von einem Longenführer auf einer kreisförmigen Bahn (genannt Zirkel) von mindestens 15 m Durchmesser (Turniermaß), dem Voltigierzirkel, longiert und läuft in den Gangarten Schritt, Trab oder Galopp. Es turnen ein bis drei Voltigierer gleichzeitig auf und an dem Pferd. Als Grundvoraussetzung des Voltigierens gilt das abgestimmte Zusammenspiel zwischen Longenführer, Pferd und Voltigierer, denn sie bilden in diesem Sport eine Einheit und beeinflussen sich gegenseitig unmittelbar.
Das Pferd trägt einen kurz hinter dem Widerrist aufliegenden Voltigiergurt, der mit zwei Handgriffen und zwei Fußschlaufen (und eventuell einer Mittelschlaufe) versehen ist. Zum Schutz seines Rückens trägt das Pferd zudem eine Voltigierdecke (Pad) und eine Schaumstoffunterlage unter dem Gurt. Erlaubte Zäumungen sind der Trensenzaum und der Kappzaum. Zur Ausrüstung gehören ferner Hilfszügel wie Lauffer-, Dreiecks- oder Ausbindezügel, Gamaschen, Bandagen oder Streichkappen, eventuell Springglocken, eine Longierpeitsche und eine Longe.
Die Ausrüstung der Voltigierer besteht aus elastischen, eng anliegenden Trikots bzw. Voltigieranzügen sowie weichen Voltigier- oder Gymnastikschläppchen. So wird ausgeschlossen, dass die Kleidung den Sportler bei der Übungsausführung behindert oder Haltungsfehler verdeckt. Zum anderen sind Sicherheitsaspekte bedeutsam: Unfälle durch ein Hängenbleiben an Gurt, Pad oder Trainingspartner werden durch eng anliegende Kleidung und zusammengebundene Haare vermieden. Somit voltigiert man auch ohne Reithelm, da dieser die Sicht und Beweglichkeit enorm einschränken würde und man leicht an etwas hängen bleiben könnte beim Turnen. 
Ein weiteres wichtiges Trainingsgerät im Voltigiersport ist das Holzpferd mit Griffen. Darauf können die Techniken und Bewegungsabläufe der Voltigierübungen intensiv trainiert werden, um sie auf dem Voltigierpferd bzw. Pony perfekt zu beherrschen. Es werden auch extra Holzpferdturniere durchgeführt. In den letzten Jahren erfreuen sich Varianten wie das "Air-Horse" oder elektrisch betriebene, "galoppierende" Holzpferde immer größerer Beliebtheit.

## Voltigieren als Breitensport

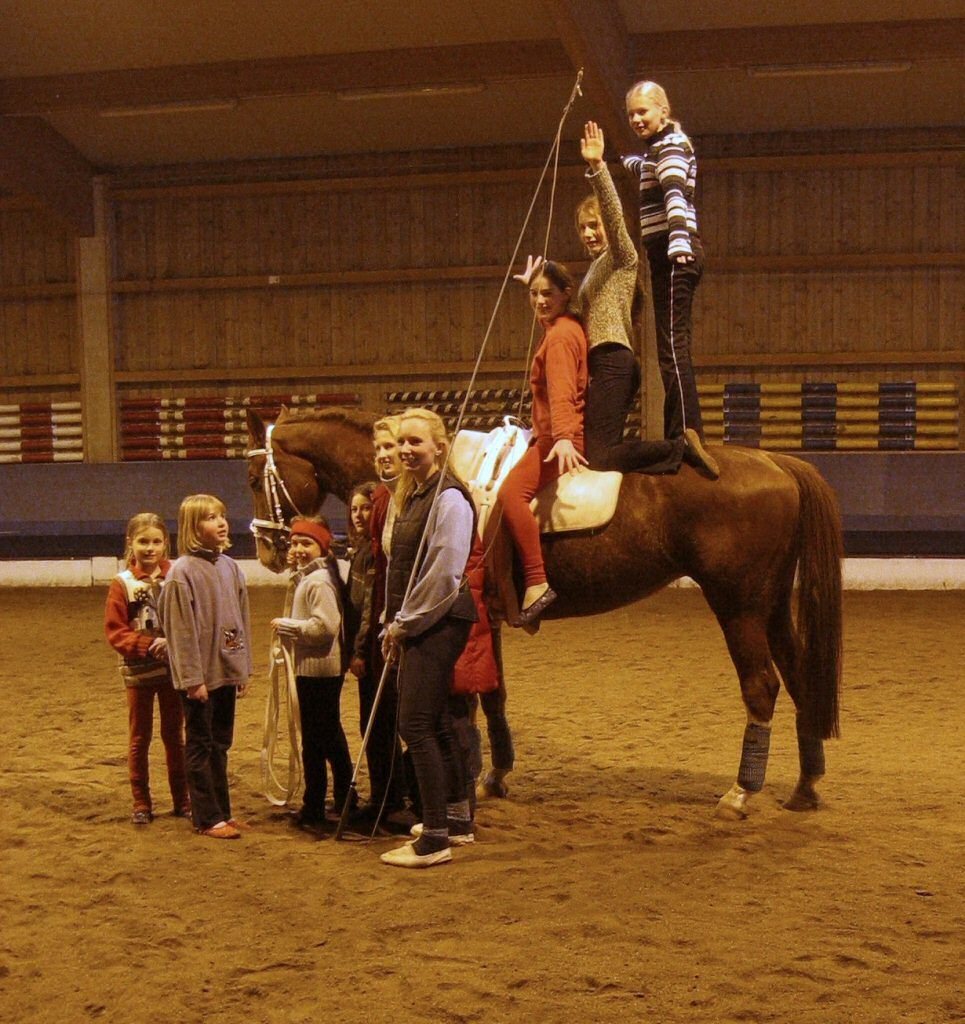
Breitensportliches Voltigieren

Voltigieren ist eine vergleichsweise kostengünstige Pferdesportart, die allen Bevölkerungsschichten offensteht. Hier wird das Interesse junger Menschen am Pferd mit einer vielseitigen Bewegungserziehung und der Förderung sozialer Kompetenzen verbunden. Die Kinder erlernen zum einen den verantwortungsbewussten Umgang mit dem Partner Pferd. Zum anderen werden körperliche und motorische Fertigkeiten, vor allem Haltung, Rhythmus, Gleichgewicht und Konzentration geschult. Als Gruppensport werden beim Voltigieren darüber hinaus soziale Fertigkeiten wie Einfühlungsvermögen, Vertrauen, Gemeinschaftssinn und Selbstständigkeit gefördert. In der Regel bestehen Anfängergruppen aus acht bis zwölf Jungen und Mädchen, die sich in etwa auf demselben Leistungsstand befinden.
Das breitensportliche Voltigieren kann als Einstieg in den Reitsport genutzt werden, bietet jedoch auch eine gute Vorbereitung auf den Turniersport. Für Einsteiger- und Anfängergruppen (auch Nachwuchsgruppen genannt) sowie teilweise auch für Einzelvoltigierer gibt es auf Landes- und Kreisebene Wettbewerbe, die ganz oder teilweise im Schritt durchgeführt werden. 

## Voltigieren als Turniersport

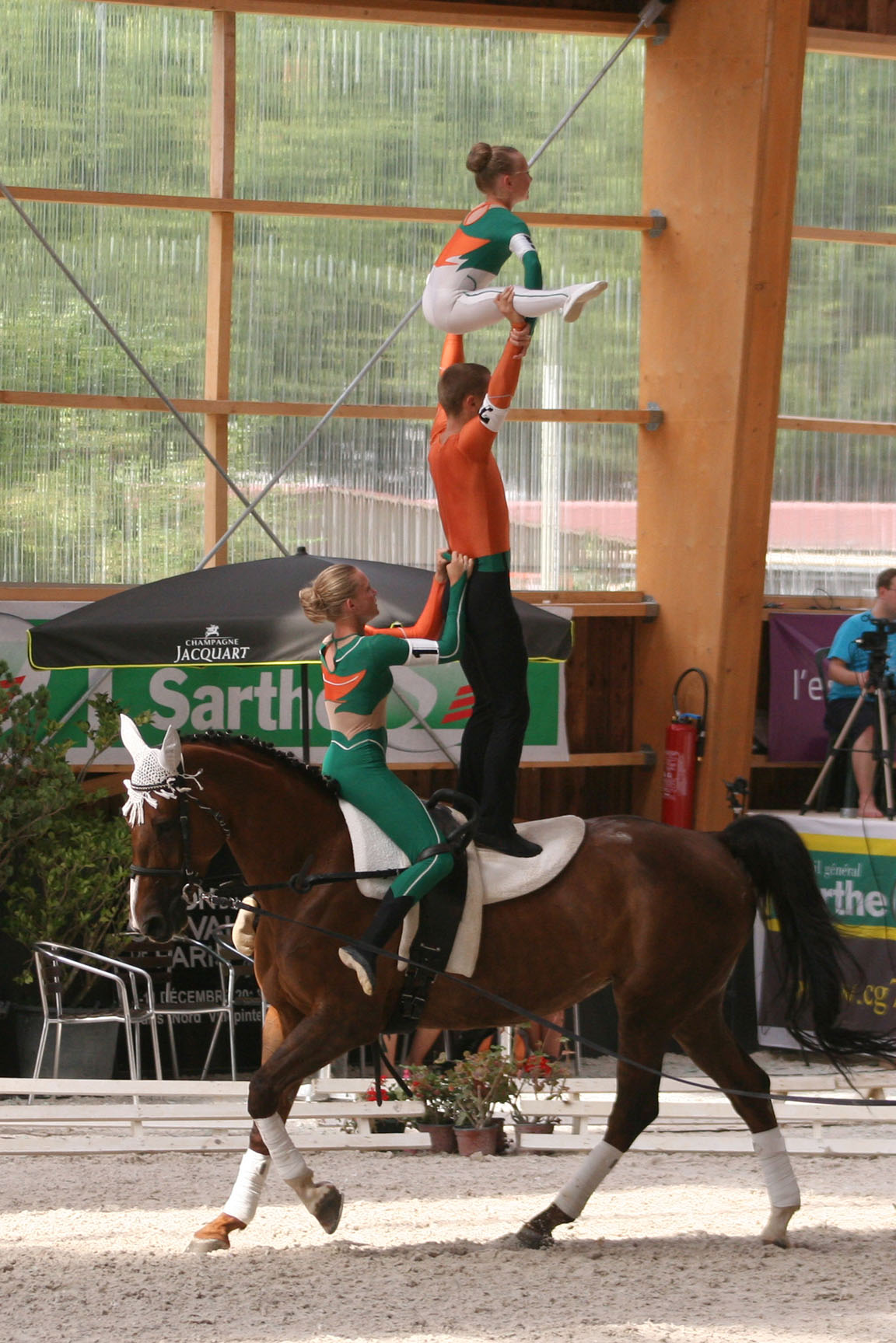
Russisches Junioren Team bei der EM, 2011

Turniermäßig betrieben, ist Voltigieren ein anspruchsvoller Leistungssport, der den Sportler in Hinsicht auf Gleichgewicht, Kraft, Körperspannung, Beweglichkeit, Kondition, Rhythmusgefühl, Vertrauen, Mut und Kreativität fordert.
Bewertet werden die Leistungen der einzelnen Starter von mehreren Turnierrichtern, die um den Wettkampfzirkel verteilt sitzen.
Es gibt drei Wettkampfdisziplinen: Einzel-, Doppel- und Gruppenvoltigieren. Die Gruppen bestehen aus sechs bis acht (national) bzw. sechs Mitgliedern (international, Junior). Das Doppel wird teilweise auch strikt als gemischt-geschlechtliches Pas de deux ausgeschrieben. Auf Championaten wird bei den Einzelwettbewerben nach Geschlechtern getrennt gerichtet.
Europa gilt als Leistungszentrum im Voltigiersport, besonders erfolgreich sind die Voltigierer aus Deutschland, der Schweiz, den Niederlanden, Österreich, Frankreich, Dänemark, Italien und Großbritannien. Doch auch außerhalb Europas gibt es sehr leistungsstarke Gruppen und Einzelvoltigierer, z. B. in den USA, Australien, Argentinien, Brasilien, Kanada, Kolumbien, Neuseeland, Russland und Südafrika.

### Organisation
Das Voltigieren wird trotz der sportlichen Nähe zum Kunstturnen oder Ballett nicht als Turnsportart, sondern als Pferdesportart vertreten. Internationaler Dachverband ist die International Federation of Equestrian Sports (FEI). In Deutschland nimmt die Deutsche Reiterliche Vereinigung (FN) die Vertretung wahr bzw. die jeweilige Landeskommission des Pferdesportverbandes. Innerhalb der FN wird Voltigieren von dem Fachbereich Jugend betreut, der u. a. für die Ausstellung von Voltigier- und Longenführerausweisen sowie für die Turnierergebnisse zuständig ist. In Österreich wird das Voltigieren durch den Österreichischen Pferdesportverband (OEPS) vertreten, in der Schweiz durch den Schweizerischen Verband für Pferdesport (FNCH) bzw. den Schweizerischen Voltige-Verband.

### Turniere, Meisterschaften

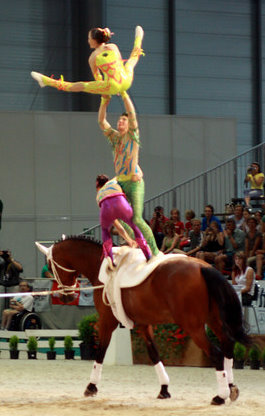
Team Austria bei den Europameisterschaften 2008 in Brünn

In Deutschland findet jährlich eine große Anzahl von Voltigierwettkämpfen statt: Innerhalb der Landesverbände gibt es die von den Vereinen ausgerichteten Turniere auf Bezirks- oder Kreisebene sowie die jeweiligen Landesmeisterschaften.
Überregionale Meisterschaften sind:
- die Süddeutschen Meisterschaften der Landesverbände Baden-Württemberg, Bayern, Hessen, Rheinland-Pfalz, Saar, Sachsen und Thüringen
- die Nordostdeutschen Meisterschaften der Landesverbände Berlin-Brandenburg, Bremen, Hamburg, Hannover, Mecklenburg-Vorpommern, Sachsen, Sachsen-Anhalt, Schleswig-Holstein u. Weser-Ems und
- der 5-Länder-Vergleichskampf zwischen den Landesverbänden Hessen, Saar, Rheinland, Westfalen und Rheinland-Pfalz

Die wichtigsten Wettbewerbe auf nationaler Ebene sind die Deutschen Meisterschaften (DM), die Deutschen Jugendmeisterschaften (DJM), welche erstmals nach Änderung der LPO 2008 stattfanden, sowie der Preis der Besten. Den einzigen bundesweiten Wettbewerb für L-Gruppen stellt der 2001 erstmals ausgetragene C-Team-Cup dar. Analog zu diesem wurden 2009 der M-Team-Cup und der Doppelcup eingeführt, um Achtergruppen und Doppelvoltigierern eine Möglichkeit zum bundesweiten Vergleich zu bieten. Seit 2010 werden im Rahmen der Deutschen Meisterschaften auch die Bundessieger im Doppelvoltigieren ermittelt.
Wichtige Turniere in Österreich sind die Bundesländermannschaftsmeisterschaften (BLMM), die Österreichischen Meisterschaften (ÖM) für Juniorvoltigierer und die 1981 erstmals ausgetragenen Österreichischen Staatsmeisterschaften (ÖSTM). In der Schweiz stellen die seit 1977 veranstalteten Schweizermeisterschaften den wichtigsten nationalen Wettbewerb dar.
Auf internationaler Ebene werden Concours de Voltige International (CVI) und, jeweils im abwechselnden Zweijahresrhythmus, Europa- und Weltmeisterschaften ausgetragen. Die Europameisterschaften der Junior-Voltigierer gibt es seit 2005, die der Doppelvoltigierer seit 2009. 2015 wurden im niederländischen Ermelo erstmals die Weltmeisterschaften der Junior-Voltigierer ausgetragen. Davor fanden die Europameisterschaften jedes Jahr statt, seitdem, wie bei den Senioren, im Zweijahreswechsel mit den Weltmeisterschaften.
Im Rahmen des „FEI Vaulting Development Programme“ wurde 2006 der Inter-Africa Vaulting Cup als erster afrikanischer Vergleichwettkampf ins Leben gerufen. Er findet alljährlich statt. 2009 traten Voltigierer aus fünf Staaten zu den Voltigierprüfungen an: Malawi, Mauritius, Südafrika, Eswatini und Sambia. Die Kosten für Reise und Unterbringung der Teilnehmer werden durch den „FEI Development Fund“ mitfinanziert.

### Leistungsklassen
Einzelvoltigierer und Gruppen werden im Turniersport ihrem Niveau entsprechend in Leistungsklassen eingeteilt. Diese unterscheiden sich vor allem in den an Pflicht und Kür gestellten Anforderungen. 2008 erfolgte in Deutschland eine Neueinteilung der zuvor alphabetisch kategorisierten Leistungsklassen: Die niedrigste Leistungsklasse D wurde zu A, LK C zu L, LK B zu M*, LK A wurde zu M**. Neu sind die Leistungsklassen S (dem Spitzensport vorbehalten) und Junior, die nach internationalem Reglement ausgeschrieben werden. Beim Einzel-Voltigieren unterscheidet man die Leistungsklassen L, M und S sowie Junioren. Beim Doppelvoltigieren gibt es nur die Leistungsklassen Junior und Senior.
Ein Aufstieg in die nächsthöhere Leistungsklasse richtet sich nach bestimmten Qualifikationsnoten, die mindestens zweimal, maximal dreimal während der laufenden oder der vergangenen Saison erreicht werden müssen:
- Leistungsklasse A nach L: Wertnote 5,5, Erhaltungsnote in Leistungsklasse L: 5,0
- Leistungsklasse L nach M*: Wertnote 5,8, Erhaltungsnote in Leistungsklasse M: 5,3
- Leistungsklasse M* nach M**: Wertnote 6,3
- Leistungsklassen M**/Junior nach S*: Wertnote 6,5, Erhaltungsnote in Leistungsklasse S: 6,0
- Leistungsklasse S* nach S**: Wertnote:6,7

Breitensportliche Wettbewerbe werden oft in den folgenden Anforderungsklassen angeboten (Gangarten: Pflicht – Kür):
Galopp – Galopp, Galopp – Schritt, Schritt – Schritt. Zudem gibt es noch die Leistungsklasse E, welche offen ist, und die Leistungsklasse Junior, in der alle Teams aus Mitgliedern, die alle unter 18 sind teilnehmen.
In Österreich orientiert sich die Kategorisierung der Leistungsklassen, ähnlich wie in Deutschland, an den Bezeichnungen anderer Reitsportdisziplinen: Im Gruppenvoltigieren existieren die Klassen A, L, S 1* und S 2*, im Einzelvoltigieren die Klassen A, L, M, S 1* und S 2*. Schweizer Voltigierer werden in vier Leistungsklassen unterteilt (S-Schwer, M-Mittel, L-Leicht, B-Basis).

### Zulassungsbeschränkungen

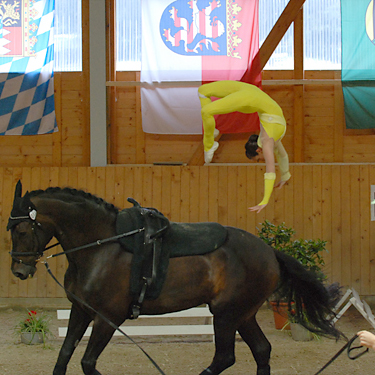
Einzelvoltigiererin Simone Wiegele bei den Deutschen Meisterschaften 2009

Die generelle Altersbeschränkung auf 18 Jahre im Gruppensport wurde 2005 für die oberen Leistungsklassen aufgehoben und 2008 vollständig außer Kraft gesetzt, so dass in jeder Leistungsklasse Erwachsene am Gruppensport partizipieren dürfen. In den Leistungsklassen A und L gibt es seitdem in Deutschland jeweils eine Zusatzklasse, A16 und L18, mit dem jeweiligen Höchstalter von 16 und 18 Jahren. Die neu eingeführte Leistungsklasse Junior ist Voltigierern im Alter von 18 Jahren und jünger vorbehalten. Für die übrigen Klassen bestehen keine Altersbeschränkungen.
Im Einzel- und Doppelvoltigieren gibt es nach oben keine Altersgrenze. Allerdings ist nach deutschem Reglement in beiden Disziplinen für die Wettkampfteilnahme ein Mindestalter von 12 Jahren in Kombination mit dem Besitz des Deutschen Voltigierabzeichens in Bronze (DVA III) vorgeschrieben. Im Doppelvoltigieren muss lediglich einer der Partner das DVA III vorweisen können. Zusätzlich können Turnierveranstalter Wettbewerbe für Nachwuchs-Einzelvoltigierer ausschreiben. In der Schweiz liegt das Mindestalter für Einzelvoltigierer bei 14 Jahren. Das Regelwerk der FEI für internationale Voltigierturniere schreibt ebenfalls 14 Jahre als Mindestalter für die Teilnahme an Einzel- und Doppelwettbewerben vor. Voltigierer, die jünger als 18 Jahre alt sind, können optional in der Altersklasse Junior starten. Ein Wechsel der Altersklassen innerhalb einer Saison ist nicht möglich.
Für die genannten Altersgrenzen gilt das Erreichen im jeweiligen Kalenderjahr.

### Turnierstart
Die Anzahl der Richter unterscheidet sich mit der jeweiligen Ausschreibung der Voltigierwettbewerbe, üblich sind allerdings bei Turnieren, die nicht auf Meisterschaftsniveau stattfinden, drei Richter (Richter A, Richter B und Richter C). Bei nationalen und internationalen Meisterschaften sowie bei CVI 2* und CVIO werden bis zu sechs Richter eingesetzt.
Die eigentliche Vorführung auf dem Pferd wird bei einem Voltigierturnier von dem Ein- und Auslaufen der Starter mit Richtergruß umrahmt: Voltigierer, Longenführer und Pferd laufen im Gleichschritt zu Musik in den Turnierzirkel ein, stellen sich vor Richter A auf und grüßen diesen. Das Pferd läuft im Trab. Nach dem Richtergruß stellen sich die Voltigierer am Rand des Zirkels auf.
Um sichergehen zu können, dass das Pferd nicht lahmt, muss der Longenführer es nach Weisung des Richters mindestens eine Runde vortraben lassen. Liegen Störungen des Gangbilds vor, so ist Richter A verpflichtet, die Starter „abzuklingeln“, d. h. von dem Wettbewerb auszuschließen. Andernfalls wird das Pferd auf der linken Hand angaloppiert und der erste Voltigierer läuft an.
Eine Leistungsprüfung besteht in der Regel aus einem Pflicht- und Kürteil, die zu Musik geturnt werden. Die Pflicht setzt sich aus einer vorgeschriebenen Reihenfolge bestimmter Figuren zusammen, die jedes einzelne Gruppenmitglied nacheinander vorführen muss. Die daran anschließende Kür beinhaltet eine frei zusammengestellte Abfolge von Übungsteilen. Je nach Ausschreibung können Pflicht und Kür auch in getrennten Durchgängen gezeigt werden. In diesem Fall kann nach deutschem Reglement im zweiten Durchgang vor der Kür eine sogenannte Kurzpflicht verlangt werden.
Das Programm endet mit erneuter Grußaufstellung vor Richter A und dem Auslaufen der Starter im Trab. Die Musik darf frei gewählt werden. In den Leistungsklassen A und L ist allerdings der Einsatz von Vokalmusik untersagt.

### Bewertungssystem

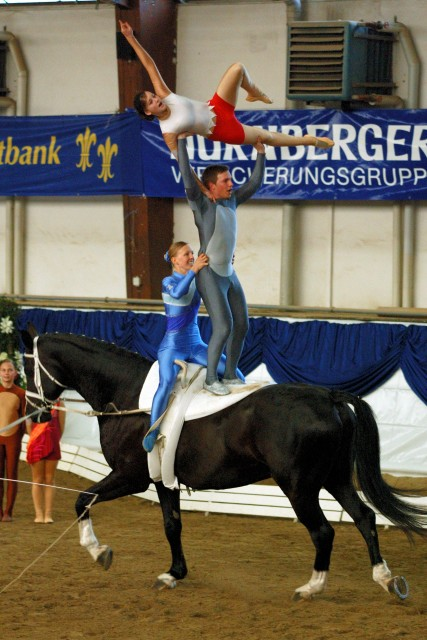
S-Gruppe München-Daglfing1

Die Wertnoten rangieren beim Voltigieren im Bereich zwischen 0,0 (niedrigstes Ergebnis) und 10,0 (bestes Ergebnis). Die Gesamtnote eines Starters oder einer Gruppe errechnet sich als Mittelwert aus den Bewertungen der Richter.
In die Bewertung fließen, je nach Leistungsklasse, Wettbewerb, Ausschreibung und Disziplin, folgende Elemente ein:
- Pflicht (Einzelnoten für sechs bis neun Übungen)
- Technik (Einzelnoten für fünf Technik-Elemente, Gestaltung und Ausführung)
- Kür (Einzelnoten für Schwierigkeit, Gestaltung und Ausführung)
- Gesamteindruck (Punktvergabe für Ein- und Auslaufen, Grußaufstellung, Aufmachung der Gruppe)
- Pferdenote (Punktvergabe für Pferd und Longenführer)

Im Gruppensport errechnet sich die Gesamtnote eines einzelnen Richters folgendermaßen:
Die Wertnoten aller Voltigierer für alle Pflichtübungen werden addiert und anschließend durch die Anzahl der Voltigierer dividiert (LK A bis M**: sechs bis acht, LK S und Junior: sechs). Die Teilnoten für Kür, Pferd und Gesamteindruck werden mit den nachfolgenden Multiplikatoren verrechnet:
| Bewertungselemente | LK A  | LK L  | LK M  | LK S  | Junior |
| ------------------ | ----- | ----- | ----- | ----- | ------ |
| Kür-Schwierigkeit  | x 1,5 | x 1,0 | x 1,0 | x 1,0 | x 1,0  |
| Kür-Gestaltung     | x 1,5 | x 2,0 | x 2,0 | x 2,0 | x 2,0  |
| Kür-Ausführung     | x 3,0 | x 3,0 | x 3,0 | x 3,0 | x 3,0  |
| Pferdenote         | x 1,0 | x 1,0 | x 1,0 | -     | -      |
| Pferdenote Pflicht | -     | -     | -     | x 1,0 | x 1,0  |
| Pferdenote Kür     | -     | -     | -     | x 1,0 | x 1,0  |
| Gesamteindruck     | x 1,  | x 1,0 | -     | -     | -      |

Es wird sodann die Notensumme aus Pflicht, Kür, Pferdenote und Gesamteindruck gebildet. Diese wird, abhängig von der Leistungsklasse, dividiert durch den Faktor 13 (LK M), 15 (LK A, L und S) oder 16 (LK Junior). Dieser ergibt sich aus der Formel
Summe der Multiplikatoren für Kür, Pferd und Gesamteindruck + Anzahl der Pflichtübungen.
Die Kür fließt mit dem Faktor sechs folglich, außer in der Leistungsklasse M, immer etwas schwächer in die Gesamtwertung ein als die Pflicht mit sieben (LK A, L, S) bzw. acht Übungen (LK Junior).

### Statistische Daten
Während für den breitensportlichen Bereich keine offiziellen Statistiken geführt werden, werden die aktiven Leistungssportler in Deutschland über ihre Jahresturnierlizenzen statistisch von der FN erfasst. Im Jahr 2009 waren insgesamt 1.157 Voltigiergruppen, 672 Einzelvoltigierer und 1.465 Longenführer bei der FN gemeldet. Die Einzelvoltigierer waren zu 89,4 % weiblichen Geschlechts. Bei den Gruppen machten die beiden niedrigsten Leistungsklassen A und L zusammen 59,2 % an allen gemeldeten Gruppen aus. Der Spitzensport (S-Gruppen) hatte hingegen einen Anteil von lediglich 6,3 %. Der zahlenmäßig stärkste Landesverband war 2010 Westfalen mit 125 Einzelvoltigierern, 176 Gruppen und 238 Longenführern, gefolgt von den Landesverbänden Bayern und Hannover.
Die FN-Statistiken werden u. a. für die Vergabe der Startplätze bei der Deutschen Meisterschaft verwendet, da diese nach einem Quotensystem erfolgt. Hier darf jeder Landesverband grundsätzlich einen Einzelvoltigierer sowie eine Gruppe entsenden. Je volle 70 Voltigiergruppen und je volle 20 Einzelvoltigierer aus dem Landesverband, die bei der FN registriert sind, erhält der Landesverband einen zusätzlichen Startplatz.

## Reiterliche Ausbildung
Voltigieren wird oft als Grundschulung in der reiterlichen Ausbildung angewendet. Der Reitschüler lernt und übt dabei, ohne das Pferd selbst „lenken“ zu müssen, einen korrekten Sitz, ein dynamisches Gleichgewicht und eine losgelassene Haltung. Durch die Grundübungen des Voltigierens macht er sich mit dem Pferd als Partner vertraut und lernt sich darauf frei zu bewegen sowie einen sicheren Auf- und Abgang und schonendes Fallen.

## Heilpädagogisches Voltigieren
Heilpädagogisches Voltigieren ist eine heilpädagogische Methode zur Arbeit mit verhaltensauffälligen Kindern und Jugendlichen. Dafür werden spezielle Reittherapeuten ausgebildet, die als Ausbildungsvoraussetzung eine B-Trainerlizenz und eine pädagogische Berufsausbildung mitbringen müssen.

## Geschichte des Voltigiersports
Der Ursprung des Voltigierens liegt in der Kavallerie. Ziel der Übungen war es dabei Gleichgewicht, Beweglichkeit, Kraft und Ausdauer der Soldaten zu schulen.
Es gab auch Wettbewerbe, wobei hier fast ausschließlich Sprünge ausgeführt wurden. Voltigieren war 1920 in Antwerpen sogar schon einmal olympisch, damals noch unter dem Namen Kunstreiten. Dabei siegte Belgien vor Frankreich und Schweden im Mannschaftswettbewerb, während der Belgier T. Bouckaert das Einzel vor dem Franzosen Field und dem Belgier T. Finet gewann.

### Voltigieren von der Antike bis zum Mittelalter

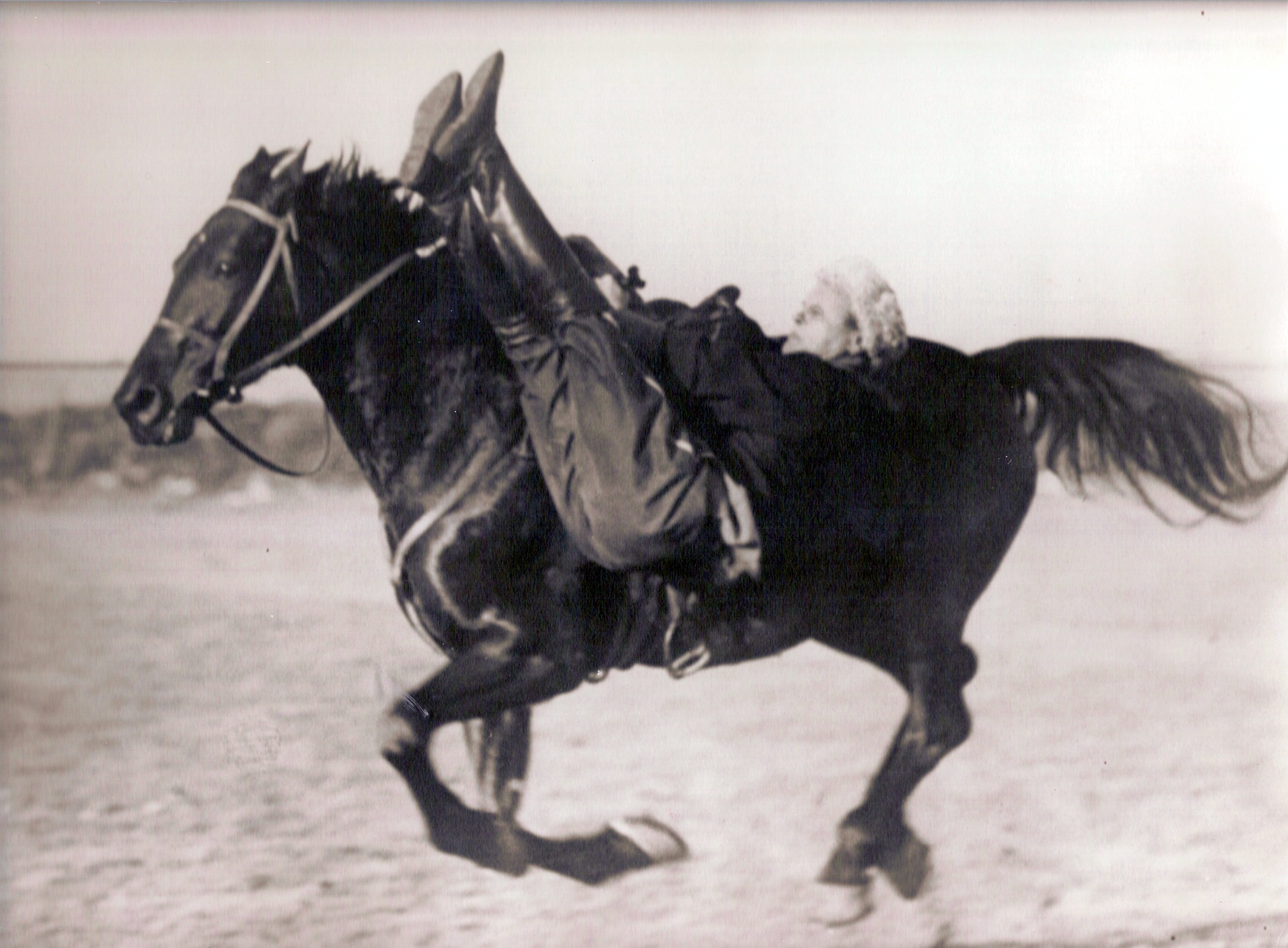
Kosaken beherrschten noch in den 1950er Jahren akrobatische Übungen auf dem Pferd, die für militärische Zwecke eingeübt wurden.

Erste Ansätze des Voltigierens werden bereits in der Antike vermutet. Als Indiz werden Felszeichnungen nordgermanischer Stämme in Südskandinavien angesehen, die einen stehenden Menschen auf einem „pferdeähnlichen Tier“ zeigen. Auch auf Grabgemälden der Etrusker ist zu erkennen wie zwei Männer auf galoppierenden Pferden versuchten von einem Pferd auf das andere zu wechseln.
Es entwickelte sich, wie auch aus den Grabgemälden interpretiert, das „desultores“, das so genannte Wechselreiten. In dieser beliebten Disziplin hatte ein Reiter außer dem berittenen Pferd noch ein Handpferd, auf welches er wechseln konnte, wenn das andere keine Kraft mehr hatte. Hieraus ist zu schließen, dass es sich um ein Rennen über mehrere Kilometer gehandelt haben musste, da ein Pferd ein normales Rennen durchaus durchhalten würde. Abwandlungen der etruskischen Wettkämpfe finden sich auch in anderen antiken Kulturen. Hier musste beim „ars desultoria“ auf einer bestimmten Strecke sooft wie möglich zwischen zwei Pferden gewechselt werden. Rennen, die auf dem Pferd stehend austragen wurden, waren ebenfalls Teil der Wettkämpfe.
Bei den Römern gehörte das Voltigieren hauptsächlich zur militärischen Ausbildung der Soldaten. Dabei ging es im Wesentlichen um das Auf- und Abspringen an einem Holzpferd, damit die Technik auf echte Pferde umgesetzt werden konnte. Diese Gewandtheitsübungen befähigten den Reiter, Gefahren schnell und behände auszuweichen oder Gegnern erheblichen Schaden zuzufügen. Bei den alljährlichen altrömischen Spielen wurden nicht nur Pferde- und Wagenrennen ausgeführt, sondern auch akrobatische Übungen auf dem galoppierenden Pferd gezeigt.
Auch im Mittelalter erlernten die Ritter das Aufspringen auf das Pferd in ihrer Ausbildung. Die Aufsprünge erfolgten dabei in voller Rüstung. Zusätzlich mussten sie kunstvolle Übungen auf dem Pferd ausführen. Die Turniere und Wettkämpfe dienten zur Unterhaltung des Volkes und des Königs. Im Spätmittelalter kam es in Mode sich bei den Turnieren zu verkleiden. Zwar liegt keine eindeutige Quelle vor, die dies bestätigt, aber es könnte möglich sein, dass auch bei den akrobatischen Aufführungen auf dem Pferd Verkleidungen getragen wurden.

### Voltigieren in der Renaissance (1420–1600)
Die Renaissance war nicht nur die „Wiedergeburt“ im kulturellen, sondern auch im sportlichen Sinne der Antike. Nun war es nicht mehr ausreichend, wie im Mittelalter nur reiten und kämpfen zu können. Die Höflinge mussten gebildet sein, gute Manieren besitzen und sich vornehm und grazil bewegen können. Vor diesem Hintergrund entwickelte sich aus dem Auf- und Abspringen der mittelalterlichen Kampfspiele das eigentliche Voltigieren, welches mit dem lateinischen Begriff „volte sive giri“ bezeichnet wurde.
Es etablierte sich das Verfassen von Lehrbüchern über „feinere“ Sportarten wie Fechten, Reiten und Ringen. Diese Lehrbücher enthielten unter anderem genaue Anleitungen zur Methodik der beschriebenen Disziplinen. Auch über das Voltigieren wurden Bücher verfasst, z. B. von Petrus Monti zwischen 1492 und 1509. In seinen Werken beschrieb er Einzel- und Partnerübungen auf dem stehenden oder sich bewegenden Pferd. Auch Giocondo Baluda benannte 1630 in seinem Werk „Trattato del modo di volteggiare e saltare il cavallo di legno“ Übungen, die allerdings fast ausschließlich für die Ausführung auf einem Holzpferd gedacht waren. Dem Zeitgeist der Renaissance entsprechend, beschrieb er die Übungen mit Begriffen wie Anmut, Schönheit, Leichtigkeit, Sicherheit, Exaktheit und Perfektion.
Das Voltigieren wurde ein besonders bei Hofe beliebter Zeitvertreib und gewann an Ansehen und Bedeutung. Wie stark der ästhetische Aspekt betont wurde, zeigt ein Zitat des italienischen Höflings, Diplomaten und Schriftstellers Castiglione:
„Für nicht weniger rühmlich halte ich das Voltigieren zu Pferde, das zwar mühevoll und schwierig ist, aber mehr als alles äußerst behände und geschickt macht; und es bietet, wenn die Leichtigkeit von schöner Anmut begleitet ist, außer dem Nutzen nach meiner Meinung ein schöneres Schauspiel als irgendetwas sonst.“
Nach Deutschland kam das Voltigieren durch den württembergischen Theologen Johann Valentin Andreä, der 1612 in Padua auf einer Italienreise das Pferdespringen für sich entdeckte und extra dafür eine Schule in Tübingen eröffnete.
Von der nach wie vor bedeutenden Rolle bei der Ausbildung von Soldaten zeugt ein Zitat von Grisone, dem Begründer der Reitschule in Neapel:

„Wenn auch das Ballspielen und das Wissen zu voltigieren für den Reiter nicht unbedingt notwendig sind, hilft es dennoch sehr, nicht nur um ihm Anmut zu verleihen, sondern um ihn geschickter und ruhiger zu machen.“

### Voltigieren in der Kavallerieausbildung vom 17. bis zum 20. Jahrhundert

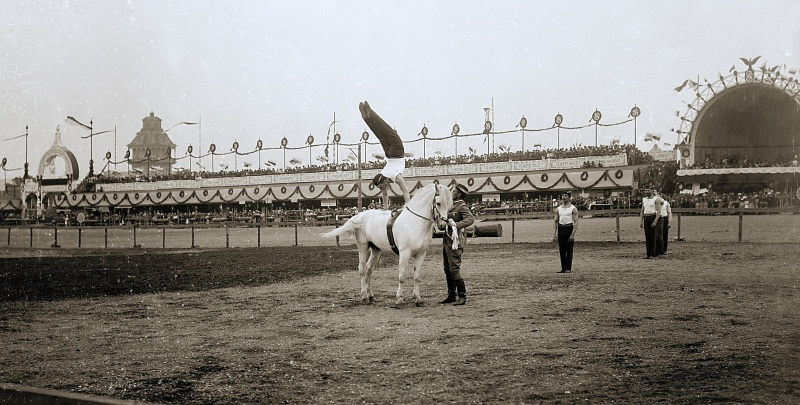
Turnbewegung Sokol, Prag 1901: Sprung am lebenden Pferd

Auch in der Ausbildung der Soldaten im 17. und 18. Jahrhundert spielte das Voltigieren eine große Rolle und gewann immer mehr an Bedeutung. Die jungen Adeligen mussten sich nicht nur Wissen und gutes Benehmen aneignen, sondern auch das Können im Fechten, Tanzen, Reiten und Voltigieren. Der Begriff „Voltigieren“ wurde zu dieser Zeit als Oberbegriff für gymnastisch-turnerische Übungen am sich bewegenden Pferd geprägt. Ursprünglich als Vorübung und Ergänzung des Reitens gedacht, entwickelte sich das Voltigieren mit der Zeit zu einer selbstständigen Sportart, die man auch auf ein hölzernes Pferd übertrug.
Es entstanden die ersten Lehrbücher, die sich mit dem Voltigieren auf dem lebenden wie auf dem Holzpferd beschäftigten. Johann Georg Pasch schrieb 1661 eine „Kurtze iedoch gründliche Beschreibung Des Voltesirens So wohl auf dem Pferde als über den Tisch.“ Darin beschreibt er die Grundlagen für das Pferdeturnen und gibt eine Mischform an, in der Züge des Turnens auf dem lebendigen Pferd, welche in Verbindung mit dem Reiten standen, aber auch des Turnens auf dem Holzpferd sichtbar werden. 1791 erschien das Werk des Kurmainzischen Hof- und Universitäts- sowie Fecht- und Voltigiermeisters Alexander Doyle „Auslegung der Voltagierkunst“. 30 Jahre später schrieb Johann Andreas Schmidt, Nürnberger Fecht- und Exerzitienmeister, das Buch „Gründlich lehrende Fechtschule, nebst einem curiösen Unterricht von Voltigieren und Ringen“. Alle drei Werke beschrieben den Ausbildungsteil des Voltigierens, der zum festen Bestandteil im Kanon der Leibesübungen in der Schulerziehung der Philanthropen wurde.
Lion hat sehr zur Entwicklung dieses Pferdesports beigetragen, denn 1795 gab er in seinem Buch „Die Turnübungen des gemischten Sprungs“ Hinweise zum Turnen auf dem galoppierenden Pferd. Außerdem wurde in seinem Werk zum ersten Mal ein Voltigiergurt erwähnt, welcher dem heutigen schon sehr ähnlich sah.
Populär wurde das Turnen auf dem Pferd durch „Turnvater“ Friedrich Ludwig Jahn, welcher den Turnsport in die heutige Form gebracht hat. Zu dieser Zeit entwickelten sich zwei verschiedene Zweige im Voltigieren. Zum einen wurde auf dem lebenden Pferd geturnt, zum anderen erfuhr das Turngerät Pferd immer größere Beliebtheit. Im 19. Jahrhundert wurde die Ausbildung im Voltigieren weitergeführt. Der Stallmeister des königlichen Lehreskadron Seidler schrieb 1843 eine „Anleitung zum Voltigieren, sowohl auf dem hölzernen Voltigierbock als auf dem lebendigen Pferd“.

### Voltigieren zwischen den Weltkriegen
Ein Jahrhundert später war das Voltigieren nicht mehr nur Bestandteil der militärischen Ausbildung.
Ein Höhepunkt des Voltigierens war die einmalige Teilnahme an den Olympischen Spielen 1920 in Antwerpen. Unter dem Namen Kunstreiten traten Kavalleristen aus verschiedenen Ländern gegeneinander an. Es mussten in Einzel- und Mannschaftswettkämpfen Sprünge auf gesattelten und ungesattelten Pferden sowie in allen möglichen Gangarten ausgeführt werden. Jeweils drei Mann waren in einer Gruppe vertreten. In den Einzelwettkämpfen gewann der Belgier Bouckaert. Nach ihm kam Field für Frankreich und Finet für Belgien. In der Mannschaftswertung gewannen die Belgier vor Frankreich und Schweden.
Nach den Olympischen Spielen entwickelte sich das Voltigieren in Deutschland zum Kindersport weiter und trennte sich vom Kunstreiten. Der Sport wurde als Reitvorbereitung genutzt und auf verschiedenen Reitturnieren durften die Voltigierer ihr Können zeigen. Seidel, ein Ausbilder an der Kavallerieschule Hannover, war der Erste, der mit Kindern von den Angehörigen der Schule anfing zu voltigieren. Sie nannten sich die „Seideltruppe“ und traten als Schaunummer bei diversen Reitturnieren auf.

### Nachkriegszeit – Das moderne Voltigieren in Deutschland

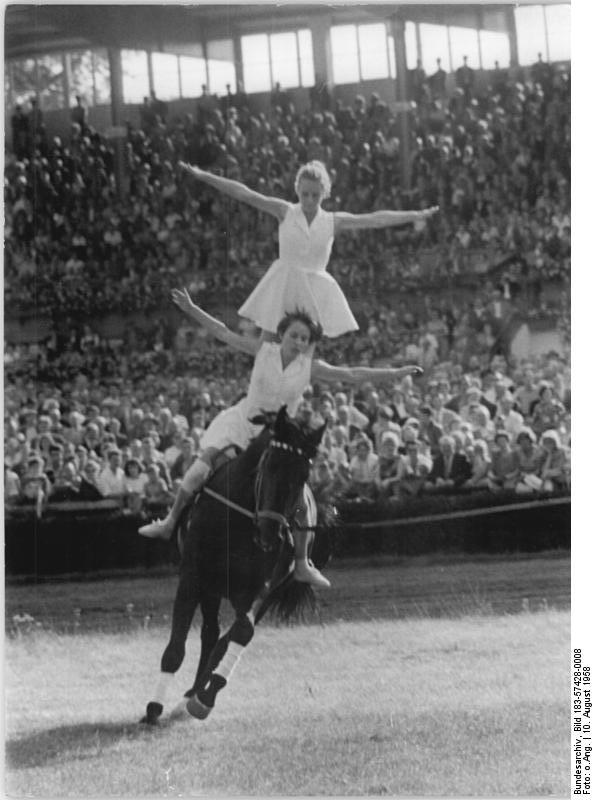
Schauvorführung 1958 beim Großen Preis der DDR

Nach dem Zweiten Weltkrieg wurde das Voltigieren erstmals wieder 1950 im Universitätsreitstall in Göttingen aufgenommen. Dort wurde eine Schautruppe aufgestellt, die die gleiche Funktion wie die der „Seideltruppe“ hatte.
Drei Jahre später veröffentlichte Dieter Schnelle die erste moderne Voltigieranleitung, über die damals gängigsten Übungen und den Aufbau einer Voltigierabteilung. Nun war die Produktivität des Voltigiersports nicht mehr aufzuhalten. Es wurde von „Voltigiervertretern ein komplettes Regelwerk“ in wenigen Jahren verfasst. Außerdem organisierten sich die Voltigierer in Vereinen und veranstalteten eigene Turniere. Das erste wurde 1953 in Göttingen bei einem Reitturnier ausgerichtet. In den bundesweit gültigen Richtlinien waren die Pflichtübungen verankert.
Das Gruppenvoltigieren wurde nun als eine wettbewerbsfähige Sportart angesehen. Die Einordnung als reiner Kindersport verlor sich ab in den 1960er Jahren, da wieder Jugendliche und auch Erwachsene den Sport betrieben. Noch Jahre später profitierten die Voltigierer von den Bedingungen, die geschaffen wurden, da sie genug „Raum“ boten, um die nächsten Jahre keine großen Veränderungen vornehmen zu müssen. Immer mehr Teams bildeten sich und nahmen an den Gruppenwettkämpfen teil. Auch das Leistungsniveau stieg an. Die ersten Deutschen Gruppen-Meisterschaften fanden 1963 in Wiesbaden-Biebrich statt, welche die Gruppe aus Goslar vor Lübeck und Heilbronn gewann. Ein Jahr später wurde in den Richtlinien eine Altersgrenze von 16 Jahren vorgeschrieben.
Im Jahr 1972 hatte das Voltigieren seinen zweiten großen Auftritt bei Olympia in München. Die fünf besten deutschen Voltigiergruppen stellten mit ihren Zirkeln die fünf olympischen Ringe bei einer Schauvorführung dar und konnten sich somit der Weltöffentlichkeit präsentieren.
Mitte der 1970er Jahre wurde das Einzelvoltigieren eingeführt. Viele forderten für diese neue Disziplin ein Reglement, damit auch dafür Wettbewerbe stattfinden konnten. Es dauerte allerdings fünf Jahre, bis das Einzelvoltigieren 1980 in die Richtlinien aufgenommen wurde. Es wurde eine Altersgrenze von 21 Jahren bestimmt. Die ersten Deutschen Meisterschaften im Einzelvoltigieren wurden 1986 in Mannheim ausgetragen. Ein Jahr später wurde die Altersgrenze wieder international durch die FEI aufgehoben und wenige Jahre darauf auch durch die FN, sodass sich auch in Deutschland wieder Erwachsene an Einzel- und Duowettkämpfen beteiligen konnten.

### Entwicklung seit der offiziellen Anerkennung durch die FEI
Das 1. inoffizielle internationale Turnier, bei dem sechs Nationen zugegen waren, fand 1976 in Konstanz statt. Trotzdem wurde das Voltigieren durch die FEI-Generalversammlung als offizielle Sportart erst am 15. Dezember 1981 anerkannt. 1983 trat das erste internationale Regelwerk der FEI, basierend auf dem deutschen Reglement, in Kraft. Dadurch konnten nun auch offizielle internationale Turniere überall in der Welt ausgetragen werden. Im Jahre 1984 fand die erste Voltigier-Europameisterschaft in Ebreichsdorf bei Wien statt mit den Disziplinen Einzel – Damen, Einzel – Herren und Mannschaft. Die ersten Weltmeisterschaften wurden 1986 in Bulle/Schweiz ausgetragen.
In der Folgezeit entwickelte sich das Regelwerk des Voltigierens immer weiter. In den Jahren 1990 und 1994 veränderten sich die Richtlinien so weit, dass seit 1990 die Pflicht in zwei Blöcken und vier Jahre später die Voltigierwettbewerbe in die Leistungsklassen D, C, B und A eingeteilt wurden. Auch die Anforderungen in Kür und Pflicht wurden an das Leistungsniveau angepasst.
1990, im Zeitraum der Richtlinienänderung, fanden die Weltmeisterschaften erstmals im Rahmen der World Equestrian Games statt. Durch dieses Ereignis konnte sich das Voltigieren einem großen und vor allem auch internationalen Publikum als Leistungssport zur Schau stellen. Seitdem werden die Weltreiterspiele von der FEI im Vier-Jahres-Takt ausgetragen. Deutschland besetzte in der Gesamtwertung bis 2006 ungeschlagen Platz 1. Auch die Voltigierer waren von der ersten Stunde an erfolgreich. Nachdem die deutschen Einzelvoltigierer (Herren sowie Damen) die ersten drei Plätze bei den Weltreiterspielen 1990 belegten und die Mannschaft den zweiten Platz einnahm, konnte Deutschland bis ins Jahr 2006 in der Abteilung Voltigieren immer mindestens eine Goldmedaille in Empfang nehmen. Zwischen 1998 und 2006 war Deutschland auch im Gruppen-Voltigieren ungeschlagener Sieger. Bei den Weltreiterspielen 2010 errang das deutsche Team Voltigieren immerhin drei Silber- und eine Bronzemedaille. Insgesamt ist Deutschland die weitaus erfolgreichste Voltigiernation der Welt, wie der Medaillenspiegel der Weltmeisterschaften im Voltigieren von 1986 bis 2010 zeigt:
| Rang | Land                   | Gold | Silber | Bronze | Gesamt |
| ---- | ---------------------- | ---- | ------ | ------ | ------ |
| 1    | Deutschland            | 27   | 20     | 18     | 65     |
| 2    | Schweiz                | 4    | 7      | 16     | 27     |
| 3    | Vereinigte Staaten     | 3    | 3      | 8      | 14     |
| 4    | Frankreich             | 2    | 2      | 1      | 5      |
| 5    | Dänemark               | 1    | 5      | 1      | 7      |
| 6    | Vereinigtes Königreich | 1    |        |        | 1      |
| 6    | Tschechien             | 1    |        |        | 1      |
| 8    | Österreich             |      | 3      | 5      | 8      |
| 9    | Schweden               |      |        | 3      | 3      |
| 10   | Polen                  |      |        | 2      | 2      |
| 11   | Slowakei               |      |        | 1      | 1      |

2008 kam es in Deutschland erneut zu einer weitreichenden Richtlinienänderung der Leistungs-Prüfungs-Ordnung (LPO). Die bislang alphabetisch gegliederten Leistungsklassen mit der Kategorisierung A bis D wurden an die Bezeichnungen der klassischen Pferdesportdisziplinen wie Springen, Vielseitigkeit oder Dressur angeglichen. Gruppen mit acht Voltigierern werden heute in die Klassen M** (zuvor LK A), M* (zuvor LK B), L (zuvor LK C) und A (zuvor LK D) unterteilt. Analog zum internationalen Reglement wurde das System der Sechsergruppen mit den Leistungsklassen S und Junior in das nationale Reglement integriert. Darüber hinaus wurde die Altersgrenze im Gruppensport vollständig aufgehoben.
Ein weiterer Schritt in der Geschichte des Voltigieren folgt im Winter 2010/2011, in dem erstmals eine eigene Weltcupserie ausgetragen wird.
(Bei allen hier vorliegenden Quelldaten werden die Landesumstände, die Konkurrenz und die Popularität des Voltigierens berücksichtigt.)